# Sisyphus eburneus
Sisyphus eburneus là một loài bọ cánh cứng trong họ Bọ hung (Scarabaeidae).